# Departamento de Tessaoua
Tessaoua es un departamento situado en la región de Maradi, de Níger. En diciembre de 2012 presentaba una población censada de 515 852 habitantes. Su chef-lieu es Tessaoua.
Se ubica en el este de la región, en el límite con la región de Zinder.

## Subdivisiones
Está formado por siete comunas, que se muestran asimismo con población de diciembre de 2012:
Comunas urbanas
- Tessaoua (172 796 habitantes)

Comunas rurales
- Baoudetta (11 867 habitantes)
- Hawandawaki (39 739 habitantes)
- Koona (14 888 habitantes)
- Korgom (68 057 habitantes)
- Maïjirgui (70 655 habitantes)
- Ourafane (137 850 habitantes)